# LightScribe
LightScribe é uma tecnologia de impressão direta no CD ou DVD utilizando o próprio laser de gravação para queimar texto e/ou imagem na face não gravável do mesmo. Não é utilizada tinta, papel ou adesivos/autocolantes.

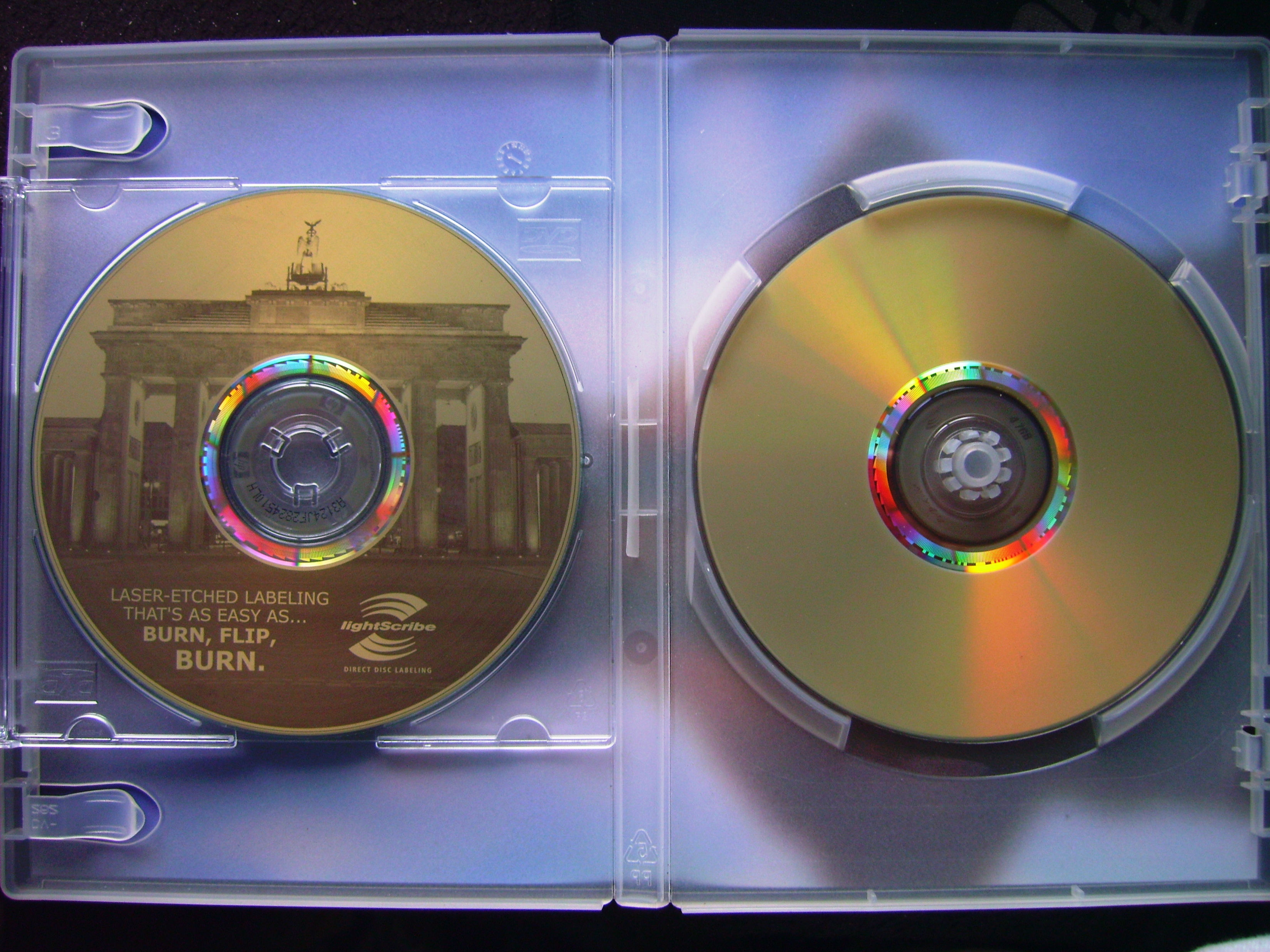
Disco com a imagem gravada (esq.) e sem a ilustração (dir.)

Este processo de impressão necessita de um gravador de CD ou DVD com esta tecnologia, software LightScribe instalado no computador (vem incluído nos principais softwares de gravação, como o Nero, Roxio, BurnAware, etc) e CDs/DVDs especialmente revestidos para o efeito (existem de quase todas as marcas: TDK, Verbatim, Philips, Imation, Memorex, etc).

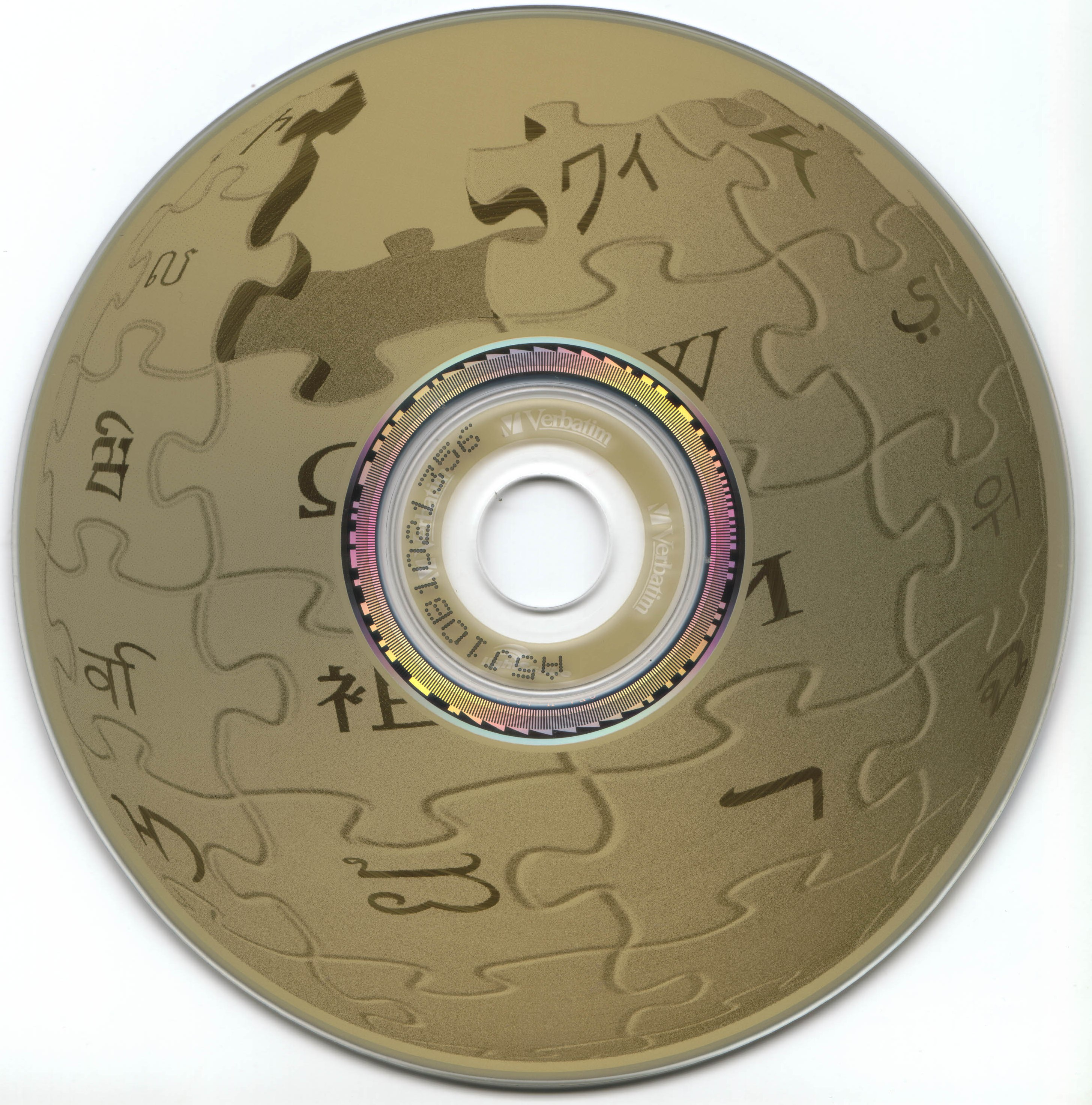
Um disco LightScribe impresso com o logo da Wikipedia.

Tanto os CDs/DVDs como os gravadores compatíveis com LightScribe são identificados pelo logótipo correspondente na embalagem.
Para usar esta tecnologia é necessário introduzir no gravador o CD/DVD ao contrário do normal, de modo a que a face a imprimir fique para baixo.
Esta impressão é monocromática, embora com suficientes tons de cinzento para lhe conferir uma qualidade quase fotográfica, dando um aspecto muito profissional. Pesquisando no Google por "LightScribe" podem encontrar-se muitas imagens exemplificativas do que se pode obter com esta tecnologia. 
Existe ainda uma outra tecnologia parecida denominada LabelFlash, a qual se caracteriza por uma impressão em tons de azul. Além de ser menor a oferta de gravadores e discos, estes são também mais caros.